# Спортивная гимнастика на летних Олимпийских играх 1908 — командное многоборье
Соревнования в командном первенстве по спортивной гимнастике среди мужчин на летних Олимпийских играх 1908 прошли с 14 по 16 июля. Приняли участие 254 спортсмена из восьми стран.

## Призёры
| Золото | Серебро | Бронза |
| Швеция Карл Бертильссон · Нильс Видфорс · Карл Винквист · Эрик Гранфельт · Рудольф Дегермарк · Густав Юнссон · Рольф Юнссон · Нильс фон Кантцов · Ялмар Седеркруна · Андреас Кервин · Свен Ландберг · Олле Ланнер · Аксель Люнг · Освальд Муберг · Карл Норберг · Тор Норберг · Эрик Норберг · Аксель Норлинг · Даниэль Норлинг · Ёста Ульсон · Леонард Петерсон · Свен Росен · Густав Русенквист · Карл Свенссон · Биргер Сёрвик · Хакон Сёрвик · Аксель Сьёблом · Карл Фолкер · Свен Форсман · Нильс Хеллстен · Гуннар Хёер · Карл Хольмберг · Освальд Хольмберг · Арвид Хольмберг · Карл Хорлеман · Йёста Осбринк · Хуго Янке · Йохан Яртен | Норвегия Артур Амундсен · Карл Андерсен · Трюгве Бёйсен · Герман Боне · Оскар Бю · Сверре Грёнер · Пер Еспенсен · Оле Иверсен · Эуген Ингебретсен · Сигурд Йоханнессен · Конрад Карлсруд · Николай Киер · Карл Клет · Тор Ларсен · Ханс Лем · Рольф Лефдаль · Андерс Моен · Фритьоф Олсен · Карл Педерсен · Пауль Педерсен · Сигвард Сиверстсен · Йохан Скратос · Харальд Смедвик · Андреас Странд · Олаф Сювертсен · Томас Турстенсен · Харальд Хальворсен · Харальд Хансен · Петтер Холь · Отто Эутен | Финляндия Карл Вегелиус · Отто Гранстрём · Йохан Кемп · Ийвари Кююкоски · Хейкки Лехмусто · Йохан Линдрот · Ирьё Линко · Эдвард Линна · Матти Маркканен · Каарло Микколаинен · Вели Ниминен · Каарло Паасиа · Аарне Похионен · Арви Похьянпяя · Эйно Раилио · Хейкки Риипинен · Арно Сааринен · Аарне Саловаара · Карл Санделин · Эйнар Саостейн · Элис Сипиля · Виктор Смедс · Каарло Соинио · Курт Стенберг · Вяинё Тиири · Эйно Форсстрём |

## Соревнование
| Место | Спортсмены | Результат |
| ----- | --- | --------- |
| 1     | Швеция Карл Бертильссон, Нильс Видфорс, Карл Винквист, Эрик Гранфельт, Рудольф Дегермарк, Густав Юнссон, Рольф Юнссон, Нильс фон Кантцов, Ялмар Седеркруна, Андреас Кервин, Свен Ландберг, Олле Ланнер, Аксель Люнг, Освальд Муберг, Карл Норберг, Тор Норберг, Эрик Норберг, Аксель Норлинг, Даниэль Норлинг, Ёста Ульсон, Леонард Петерсон, Свен Росен, Густав Русенквист, Карл Свенссон, Биргер Сёрвик, Хакон Сёрвик, Аксель Сьёблом, Карл Фолкер, Свен Форсман, Нильс Хеллстен, Гуннар Хёер, Карл Хольмберг, Освальд Хольмберг, Арвид Хольмберг, Карл Хорлеман, Ёста Эсбринк, Хуго Янке, Йохан Яртен | 438       |
| 2     | Норвегия Артур Амундсен, Карл Андерсен, Трюгве Бёйсен, Герман Боне, Оскар Бю, Сверре Грёнер, Пер Еспенсен, Оле Иверсен, Эуген Ингебретсен, Сигурд Йоханнессен, Конрад Карлсруд, Николай Киер, Карл Клет, Тор Ларсен, Ханс Лем, Рольф Лефдаль, Андерс Моен, Фритьоф Олсен, Карл Педерсен, Пауль Педерсен, Сигвард Сиверстсен, Йохан Скратос, Харальд Смедвик, Андреас Странд, Олаф Сювертсен, Томас Турстенсен, Харальд Хальворсен, Харальд Хансен, Петтер Холь, Отто Эутен | 425       |
| 3     | Финляндия Карл Вегелиус, Отто Гранстрём, Йохан Кемп, Ийвари Кююкоски, Хейкки Лехмусто, Йохан Линдрот, Ирьё Линко, Эдвард Линна, Матти Маркканен, Каарло Микколаинен, Вели Ниминен, Каарло Паасиа, Аарне Похионен, Арви Похьянпяя, Эйно Раилио, Хейкки Риипинен, Арно Сааринен, Аарне Саловаара, Карл Санделин, Эйнар Саостейн, Элис Сипиля, Виктор Смедс, Каарло Соинио, Курт Стенберг, Вяинё Тиири, Эйно Форсстрём | 405       |
| 4     | Дания Карл Андерсен, Ганс Бредмоус, Горм Йенсен, Карлес Йенсен, Ходрик Йохансон, Харальд Клем, Виго Мадсен, Роберт Мадсен, Лукас Нильсен, Нильс Нильсен, Олуф Олссон, Нильс Петерсен, Виктор Расмуссен, Хендрик Расмуссен, Мариус Туесен, Николай Филипсен, Арвор Хансен, Ингвардт Хансен, Кристиан Хансен, Эйнар Херманн, Кнуд Хольм, Поуль Хольм, Олуф Хустед-Нильсен, Йенс Чевиц | 378       |
| 5     | Франция Люсьен Богар, Альбер Боризи, Анри де Брейне, Жюль Вальми, Г. Варлузен, Хюго Вержен, Э. Веркрюсе, Э. Виконь, Этьен Даране, Луи Делатре, А. Делеклюз, Луи Делеклюз, Жорж Демарле, Жозеф Деров, Клод Десмаршелье, Шарль Десмаршелье, Жерар Донне, Эмиль Дюамель, А. Дюпоншель, Поль Дюрен, Ж. Жюйо, Николас Констан, Шарль Куртуа, Э. Лабитте, Л. Лестине, Р. Лис, Виктор Манье, Г. Нис, Луи Папе, Жозеф Парен, Антони Пиной, В. Полидори, Густав Потье, Луи Сандре, Эдуард Стеффе, Эмиль Шмоль, А. Эггремон, Л. Энебьок, Анри Юбер, Даниель Юдельс                                                 | 319       |
| 6     | Италия Умберто Агарини, Немо Аджоди, Андриано Адреани, Альфредо Аккорци, Винченцо Бло, Джованни Бонати, Пьетро Борсетти, Фламинио Боттони, Адамо Боццани, Бруто Буоцци, Джоаккино Ваккари, Джованни Гасперини, Гастоне Калабрези, Тито Коллевати, Антонио Котичини, Гвидо Кристофори, Станислао Ди Кьяра, Амедео Марки, Карло Маркианди, Этторе Массари, Роберто Нардини, Дечо Паварри, Гаэтано Петри, Джино Равенно, Массимо Ридольфи, Густаво Таддиа, Джанетто Терманини, Уго Савануции, Карло Челада                                                                                                  | 316       |
| 7     | Нидерланды Корнелиус Бекер, Мишель Бит, Рейнер Блом, Ян Болт, Эмануэль Браувер, Ян де Бур, Герардус Веслинг, Йоханнес Гёкел, Исидоре Гаудекет, Константин ван Дален, Ян Кифт, Саломон Конейн, Герман ван Леувен, Абрахам Мок, Абрахам де Оливира, Йоханнес Постумус, Йонас Слир, Йоханнес Стикелман, Хендрикус Тийсен, Йоханн Флемер, Йохан Шмитт, Дирк Янссен | 297       |
| 8     | Великобритания У. Барретт, П. Бейкер, Р. Бонни, Чарльз Вигёрс, Ф. Денби, Э. Джастис, Дж. Джонс, Херберт Дрёри, Н. Кейли, М. Клэй, Э. Клау, Дж. Котерелл, У. Коуи, Г. Куллен, Дж. Кэтли, Р. Лэйкок, Р. Мак-Гоу, Дэ. Мак-Фэйл, У. Мэннинг, У. Мэррифилд, К. Олдакер, Г. Пэротт, Э. Пэрсонс, Э. Ричардсон, Дж. Робертсон, Джордж Росс, Дж. Симпсон, У. Скилс, Д. Скотт, Дж. Спэйт, Х. Стелл, К. Сьюдерман, Уильям Титт, Джон Уитакер, Ф. Уайтхед, Э. Уолтон, Х. Уотерман, Э. Уоткинс, У. Фитт, Х. Хаскинсон, Артур Хокинс, Дж. Хорридж, Уильям Хоар, А. Хэрли, Г. Хилл                                      | 196       |